# هيلاري جونز
هيلاري جونز (بالإنجليزية: Hilary Jones)‏ هو طبيب عام ومقدم تلفزيوني بريطاني، ولد في 19 يونيو 1953 في هامرسميث في المملكة المتحدة.

## وصلات خارجية
- هيلاري جونز على موقع IMDb (الإنجليزية)